# Ser de Puyloubier
Ser de Puyloubier ou Servus de Puyloubier ou Servus de Lyon (mort en 483 ou 484) est un ermite et martyr, tué par les Wisigoths. Il est fêté le 24 mai.

## Biographie
Il aurait été exécuté par Euric après lui avoir tranché les oreilles. Son corps aurait été enterré au fond de la grotte où il a vécu et devant laquelle une petite chapelle est construite. Saint Ser avait trois filles : Sainte Consorce (appelée Sainte Confosse), vénérée à Jouques, Sainte Victoire et Sainte Perpétu. Les panneaux peints au XVIIe siècle dans la chapelle Sainte-Victoire de Pertuis présentent les quatre saints.

## Pèlerinage
Servus est sanctifié sous le nom de Saint-Ser et son sanctuaire est consacré le 5 janvier 1001 par Amalric I, évêque d'Aix-en-Provence,,.
Un pèlerinage est organisé chaque année, le lundi de Pentecôte, pour commémorer son martyre et en souvenir de ses talents de guérisseur contre la surdité. La tradition de sa mémoire fut transmise sous le nom de Saint Ser. Le pèlerinage est interrompu en 1993, après l'effondrement de la chapelle, suite à un éboulement d'énormes pans de la falaise, conséquence de l'incendie de 1989 qui a ravagé tout le massif de Sainte-Victoire.
Il est invoqué pour demander la guérison de la surdité,.

## Chapelle Saint-Ser
La chapelle de son ermitage, appelée Saint-Ser, sur le versant Sud de la montagne Sainte-Victoire à Puyloubier, a été détruite et reconstruite plusieurs fois. Consacrée à nouveau le 5 janvier 1001, elle l’est encore mille ans plus tard, le 27 mai 2001 : l’incendie de la Montagne en 1989 avait été la cause d’une érosion accrue et d’un éboulement qui détruisit la chapelle en 1997,.

## Patronage
- Une école catholique, créée en 2015 au Tholonet par l'Association Éducation Confiance Saint-Ser (AECSS), porte le nom d'École Saint-Ser. Cette école est un établissement d’enseignement maternel et primaire.
- Un domaine viticole à Puyloubier porte le nom de Domaine de Saint-Ser. C'est le vignoble le plus élevé sur les flancs de la Montagne Sainte-Victoire. Le vignoble du Domaine s’épanouit au cœur de l’appellation Côtes de Provence Sainte-Victoire.
- Un hôtel restaurant à Puyloubier porte le nom du Relais de Saint Ser. Il s'agit d'une ancienne ferme du XIXe siècle. Elle sert de point de départ aux randonnées.